# 帕尔玛火腿

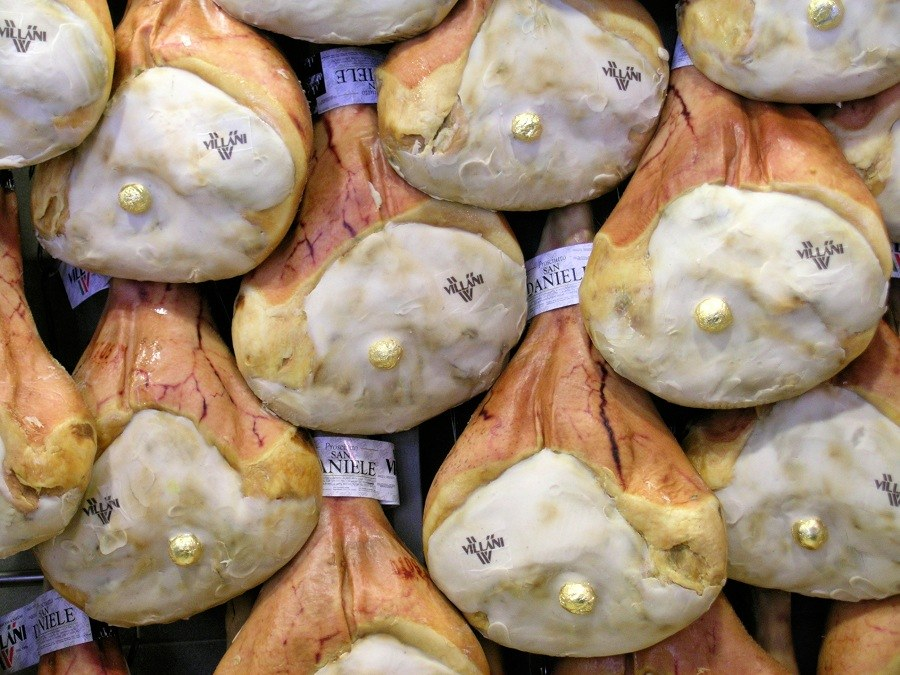
帕爾馬火腿

帕尔玛火腿（義大利語：Prosciutto di Parma）是出产于意大利的火腿，经腌渍风干，一般是切成薄片生食。以帕尔玛省、弗留利-威尼斯朱利亚和艾米利亚出产的火腿最为著名。是原產地名稱保護品牌。商标是一个金色的王冠，里面写着“PARMA”

## 制作过程

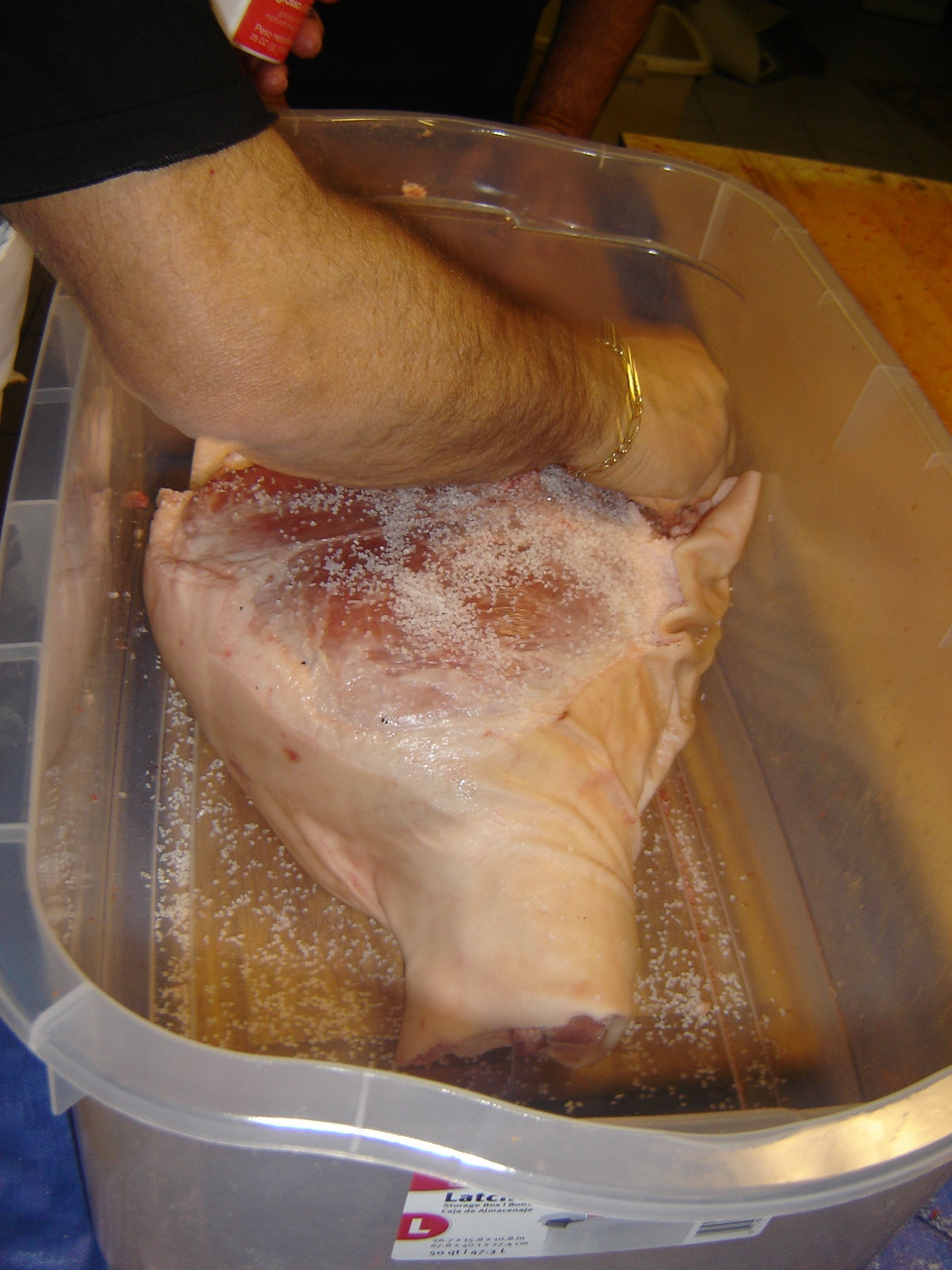
在猪后腿上撒盐

制作时间根据腿的大小和制作时期的天气，需要9个月到两年。将家猪或野猪的后腿洗净，去骨，整形、压制祛皱除血，放盐。相比其他地方的火腿，帕尔玛火腿放的盐比较少，因为山地气候不利于细菌繁殖。腌渍过程持续10-12个月，然后把多余的盐洗去，挂在通风的暗室风干。空气和温度很重要，最好是在寒冷的冬天。等火腿完全干燥了，总量会减少到原来的四分之一。
现在也有用亚硝酸钠或亚硝酸钾来使火腿有玫瑰一样的色泽，但正宗的帕尔玛火腿只用海盐。

## 食用方法

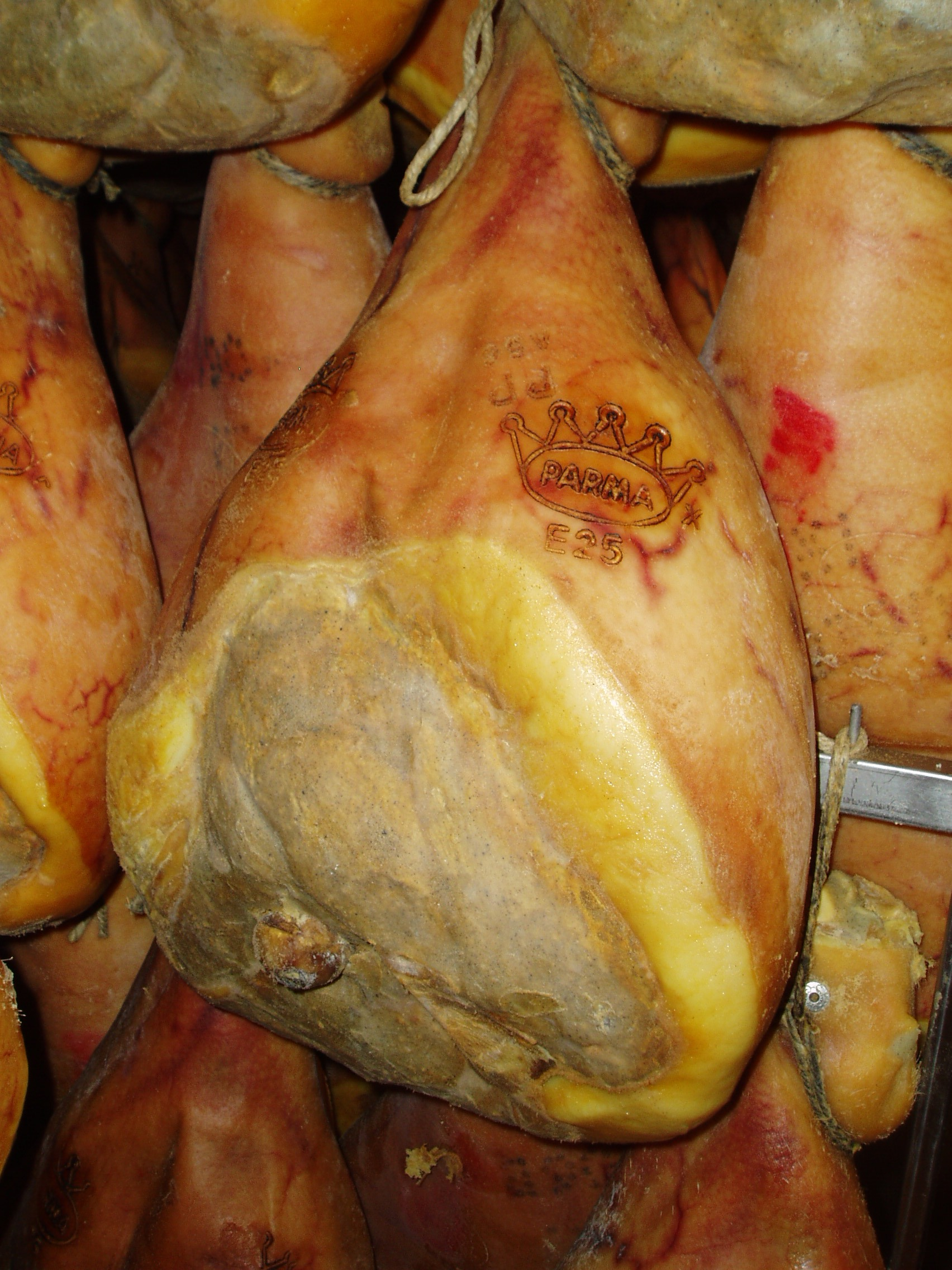
待售的帕爾瑪火腿

一般切成纸一样的薄片生吃，可以和意大利面包，芦笋、青豆、当地的气泡酒一起吃。

## 受歐盟保護的原產地標記
- Speck Alto Adige PGI（英语：Speck Alto Adige PGI）